# 伯德特·哈尔多森
伯德特·哈尔多森（英語：Burdette Haldorson，1934年1月12日—），美国前男子篮球运动员。他曾代表美国获得1956年和1960年夏季奥运会篮球比赛男子金牌。他也在1959年泛美运动会上获得金牌。